# Acaena pumila
Acaena pumila là loài thực vật có hoa trong họ Hoa hồng. Loài này được Vahl mô tả khoa học đầu tiên.